# Сплюшка кіпрська
Сплюшка кіпрська (Otus cyprius) — вид совоподібних птахів родини совових (Strigidae). Ендемік Кіпру. Раніше вважався конспецифічним з євразійською сплюшкою, однак був визнаний окремим видом через відмінності у вокалізації та, в меншій мірі, у морфології і генетиці.

## Опис
Довжина птаха становить 19 см. Довжина крила у самців становить 150-159 мм, у самиць 145-162 мм, довжина хвоста у самців 65-74 мм, у самиць 62-72 мм, довжина дзьоба у самців 16,5-18,85 мм, у самиць 16,5-19,1 мм, ширина дзьоба у самців 6,6–9,9 мм, у самиць 7,1–10,2 мм, довжина лапи у самців 26,5–32,8 мм, у самиць 27,8–37,6 мм.
На відміну від євразійської сплюшки, у кіпрської сплюшки відсутня рудувато-коричнева морфа, і вид має переважно сірувато-коричневе забарвлення, хоча у більшості птахів на верхній частині тіла є рудуваті пера. Лицевий диск сірий, навколо очей темно-сірувато-коричневий. Над очима вузькі, білуваті "брови". Тім'я, потилиця і невеликі пір'яні "вуха" бурувато-сірі, поцятковані чорно-бурими смужками. На потилиці є світлі плями, на плечах і першорядних покривних перах крил є білі або світло-рудувато-коричневі плями. На покривних перах крил широкі жовтувато-білі смуги, на хвості смуги більш вузькі.
Нижня частина тіла сірувато-біла або сіра, поцяткована чорнувато-коричневими смужками, на боках і грудях з боків вони більш широкі. На грудях і животі є рудуваті пера. Райдужки жовті, дзьоб синювато-чорний, лапи сірі, покриті жовтувато-білими перами.
Важивою рисою, яка відрізняє кіпрських сплюшок від євразійських, є їх вокалізація. Тоді як євразійські сплюшки видають монотонні односкладові посвисти, кіпрські сплюшки видають подвійні посвисти. В минулому помилково вважалося, що птахи кричать дуетом, однак пізніше з'ясувалося, що подвійні посвисти видають виключно самці. Подвійні посвисти видають також підвиди євразійською сплюшки O. s. cycladum і O. s. mallorcae, однак другий посвист у них тихіший, ніж у O. cyprius.

## Поширення і екологія
Кіпрські сплюшки живуть в лісах і лісових масивах по всьому Кіпру, зокрема в кипарисових (Cupressus sempervirens) і соснових (Pinus brutia) лісах та рідколіссях, в маслинових (Olea europaea) гаях, в гаях ріжкового дерева (Ceratonia siliqua), в чагарникових заростях, сільськогосподарських угіддях, парках і садах, на висоті до 1900 м над рівнем моря. Вони ведуть нічний спосіб життя. Живляться, імовірно, комахами. Сезон розмноження у них триває з лютого по липень, яйця відкладаються у квітні-травні, а пташенята спостерігаються у травні-червні. Кіпрські сплюшки гніздяться на деревах, зокрема на оливах і ялівцях, в будівлях і штучних гніздівлях відповідного розміру. Як і європейські сплюшки, вони іноді використовують покинуті гнізда сорок. В кладці від 2 до 5 (зазвичай 4) білих яйця.

## Збереження
МСОП класифікує цей вид як такий, що не потребує особливих заходів зі збереження. За оцінками дослідників, популяція кіпрських сплюшок становить від 15 до 36 тисяч птахів. Їм може загрожувати знищення природного середовища.